# (16848) 1997 XN12
A (16848) 1997 XN12 a Naprendszer kisbolygóövében található aszteroida. A LINEAR projekt keretében fedezték fel 1997. december 4-én.